# Mountain Park (Oklahoma)
Mountain Park es un pueblo ubicado en el condado de Kiowa en el estado estadounidense de Oklahoma. En el año 2010 tenía una población de 1168 habitantes y una densidad poblacional de 215,26 personas por km².

## Geografía
Mountain Park se encuentra ubicado en las coordenadas 34°41′48″N 98°57′07″O / 34.696533, -98.951958.

## Demografía
Según la Oficina del Censo en 2000 los ingresos medios por hogar en la localidad eran de $17,031 y los ingresos medios por familia eran $19,375. Los hombres tenían unos ingresos medios de $23,750 frente a los $25,625 para las mujeres. La renta per cápita para la localidad era de $9,584. Alrededor del 36.5% de la población estaban por debajo del umbral de pobreza.